# François Craenhals
François Craenhals, né le 15 novembre 1926 à Ixelles (région de Bruxelles-Capitale) et mort le 2 août 2004 à Montpellier (France), est un auteur de bande dessinée, coloriste de bande dessinée et illustrateur belge.
Représentant de la bande dessinée franco-belge et adepte de la ligne claire à la suite d'Hergé, il est connu du grand public particulièrement pour sa longue collaboration au journal Tintin, pour lequel il créa notamment Pom et Teddy (1953-1964) et Chevalier Ardent (1966-2001), et pour avoir été le dessinateur des 4 As (1964-2004). Il collabore également au quotidien belge La Libre Belgique avec Primus et Musette (1957-1968). Il aborde dans son œuvre tant le dessin réaliste que la bande dessinée humoristique. Il a été actif pendant plus d'un demi-siècle et son œuvre relève de l'école de Bruxelles.

## Biographie

### Jeunesse
Francois, Amand, Sylvain, Constant Craenhals naît le 15 novembre 1926 à Ixelles, une commune bruxelloise,. Il est élève dans un internat catholique, où il passe la plupart de son temps libre à peindre et à dessiner. Parmi ses principales influences graphiques figurent les bandes dessinées américaines qu'il lit dans les magazines de bande dessinée Bravo ! et Junior, comme Flash Gordon d'Alex Raymond dont il adore le dessin, Alley Oop de V. T. Hamlin (en) et Abbie an' Slats d'Al Capp et Raeburn Van Buren. Il y apprécie encore le travail de Burne Hogarth. Une bande dessinée française retient son attention : les aventures de l'athlète Jean-Jacques Ardent, dessinées par René Pellos. À l'âge de 15 ans, Craenhals avec un ami réalisent trois courts récits de bande dessinée, qu'ils proposent vainement aux éditeurs de Bravo !. Il exerce divers menus emplois dont notamment celui de fourreur, vendeur et d’assistant dentaire. Après un bref travail en électromécanique où il fabriquait des ampèremètres et des maquettes de bateaux pour la revue Handbook for Motorest de la Compagnie maritime Ostende-Douvres, pour lequel il a suivi des cours du soir à l'Institut des Arts et Métiers de Bruxelles. Il prend des cours de dessin dispensés à l'Académie royale des beaux-arts de Bruxelles. Puis, il réalise quelques caricatures dans le magazine Vrai et conçoit ensuite des panneaux publicitaires pour une agence de publicité gantoise. Il déclare avoir aussi dessiné des corsets et des soutiens-gorge pour des catalogues de grands magasins à des fins purement pécuniaires,.

### Débuts
François Craenhals débute véritablement dans le dessin en illustrant pour la presse Le Domaine de Druka, un récit fabuleux de chevalerie dans Le Soir illustré de juillet à octobre 1948, alors qu'il n'a qu'une vingtaine d'années. Le récit met en scène un chevalier, un princesse et un magicien, ce qui sera le cadre d'une de ses futures séries. Il continue d'illustrer plusieurs feuilletons de textes pour ce magazine et d'autres publications du groupe Rossel. Dans Le Soir Jeunesse — le supplément pour enfants du mercredi du journal Le Soir — Craenhals illustre les contes de fées de Paul Caso et, en 1949, il adapte en bande dessinée la légende de Till l'Espiègle, d'après le livre de Charles De Coster. Ce dernier récit est republié dans le fanzine Ran Tan Plan no 34 en 1977 et il faudra attendre les éditions brugeoises Bonte pour une publication en album en 1997 sous le titre La Légende de Thyl Ulenspiegel,.

### Karan(1950-1951)
En 1949, il fait la rencontre de Fernand Cheneval lors d'un vernissage d'une exposition et dès l'année suivante, continuant ainsi sur sa lancée et poussé par ce dernier, il publie les aventures de Karan, une sorte de Tarzan à la franco-belge, dès le no 50 dans le périodique belge Héroïc-Albums. Le héros, un fils de la jungle est flanqué d'un jaguar. La série compte 8 récits et des programmes non-stop publiés d’avril 1950 à octobre 1951,. Dans cette série figurent les ingrédients chers à l'auteurs que sont l'adolescent, la nature, l'animal et l'aventure.

### Studio Lombard
En 1950, Craenhals propose également ses services à Tintin, le journal du personnage emblématique de la bande dessinée d'Hergé. Craenhals soumet son histoire de chevalerie précédente pour Le Soir illustré, mais le rédacteur en chef avec lequel il a une entrevue lui oppose un refus accompagné de la réponse : « Ce n'est pas mal mais on a déjà quelque chose  comme cela. ». Le second contact est mené par le directeur artistique Evany qui le soutient et l'encourage. Il rejoint le studio graphique de l'éditeur, où Raymond Reding et lui occupent le poste laissé vacant par Bob de Moor parti au Studios Hergé. Sous la supervision du directeur artistique Evany, Craenhals apprend les différentes facettes des métiers de l'édition et de l'imprimerie. Entre 1950 et 1962, il réalise des mises en page et des illustrations éditoriales pour le journal Tintin. Il illustre également de courts récits et des romans publiés en feuilletons, à commencer par Petite Mort, le vison de l'écrivain Marshall en 1950. Il dessine également de courtes bandes dessinées historiques à vocation éducative basées sur des personnages, des films et de la littérature mondiale, souvent écrites par Yves Duval de 1953 à 1955.

### Publiart
Il succède à Raymond Macherot et dessine aussi de nombreux strips publicitaires pour Publiart, la filiale publicitaire de Raymond Leblanc, dirigée par Guy Dessicy, qui sont publiés dans la version belge de Tintin : Grenadier Victoria - Mission dans le bled publié de décembre 1954 à avril 1955) met en avant la chocolaterie bruxelloise Victoria avec un personnage emblématique d'un grenadier anglais. Pour le matériel de camping Governor, il réalise des strips Governor - Les Aventures de Polochon, campeur modèle (de mai à juillet 1955) et Polochon - Le trappeur modèle (de mai à juillet 1956), ou dans Chez Nous (Ninette et Titi),.
Il participe également discrètement à la série Alphonse, toujours pour Tintin, en dessinant une histoire de deux pages, Alphonse extra, sur un scénario de René Goscinny.
Il figure au sommaire de la revue scoute Seeonee produite par Publiart, avec des illustrations et Adalbert : un louveteau à l’âge de pierre qu’il dessine de manière humoristique, sous le pseudonyme de Clopp, entre 1957 et 1961.

### Rémy et Ghislaine
C'est en 1951 qu'il lance sa première série de bande dessinée pour Tintin : Rémy et Ghislaine. Il réalise des dessins expressifs au lavis qui ont établissent le style caractéristique de Craenhals à savoir des histoires mélodramatiques mettant en vedette des enfants héroïques qui affrontent les maux du monde dans des pays lointains. Plongé dans la nostalgie, l'auteur s'est principalement inspiré de romans populaires de la fin du XIXe siècle (comme ceux de Charles Dickens). Ses influences graphiques sont les bandes dessinées américaines et ses collègues Paul Cuvelier et Edgar P. Jacobs.
C'est l'histoire d'un professeur bruxellois Henri de Bonneval dont les découvertes intéressent une puissance étrangère. Avec ses enfants Rémy et Ghislaine, l'aventure les mènera en Australie au XIXe siècle. Le second volet tourne autour d'un puits de pétrole aux États-Unis. Même si seulement deux longues histoires sont réalisées : Le Cas étrange de Monsieur de Bonneval (1951) et Le Puits 32 (1952), la série l'impose comme un des meilleurs dessinateurs réalistes de Tintin et préfigure la première grande création de Craenhals : Pom et Teddy. Deux albums sont publiés en édition brochée aux Éditions du Lombard en 1955, vingt-deux ans plus tard c'est un petit éditeur bruxellois Michel Deligne qui proposera une réédition au tirage limité de 1 000 exemplaires.

### Pom et Teddy(1953-1965)
En 1953, il se fait un nom en lançant la carrière de Pom et Teddy, aux Éditions du Lombard, série qui comptera bientôt sept albums et dont le dernier tome sortira en 1968, Craenhals n'ajoutera ensuite que quelques histoires courtes dérivées de la série pour les Tintin Sélection.
En 1955, il publie un court récit de 12 pages intitulé Pom et Teddy mènent l'enquête publié en noir et blanc dans Tintin Sélection 1955 aux côtés d'une série humoristique découpée en strips Yopy contre les Picothripes mettant en scène le jeune Yopy, fils du chef de la tribu des Gros-Mignons, partant à la chasse aux mammouths à l'ère préhistorique. En 1958 paraît l'album Le Talisman noir dans la collection « du Lombard », le tirage n'est que de 14 360 exemplaires.
En 2012, les éditions BD Must proposent la série en 10 volumes épuisés depuis. Le Lombard édite l'intégrale dès 2023. Un récit est repris dans l'ouvrage La Grande Aventure du journal Tintin - Escale en France : 1948-1988, reprenant des récits complets dus aux meilleurs créateurs de Tintin publié conjointement par les Éditions Moulinsart et Le Lombard (2023).
Le critique et romancier François Rivière se fend d'une critique dans les pages de Libération sur la réédition des volumes La Mémoire d'un âne et Le Microfilm aux Éditions Claude Lefrancq adressée aux babyboumeurs nostalgiques des grandes heures du journal Tintin en 1997.
Craenhals raconte la genèse de ses personnages attendrissants : « J'étais à la recherche d'un âne pour le dessiner dans un maximum d'angles différents. Curieusement, on en a trouvé un chez un charbonnier, ou plutôt un fermier qui livrait occasionnellement du charbon. Il venait de racheter l'âne à un cirque qui cédait tous ses animaux. Lorsque nous sommes revenus deux ou trois semaines plus tard, pour réaliser un nouveau jeu de photos et de dessins, l'âne était mort. Le paysan charbonnier nous a appris que l'âne était mort de chagrin parce qu'il avait senti qu'il n'était plus dans son environnement habituel, le cirque. Cela m'a donné des idées. C'est véritablement à partir de cette anecdote que j'ai créé Pom et Teddy. »
À l'exception notable et postérieure de Benoît Brisefer dans Le Cirque Bodoni (1971) de François Walthéry et Peyo ainsi que Line dans l'épisode La Caravane de la colère (1973) de Paul Cuvelier et Greg, le thème du cirque dans la bande dessinée franco-belge a été peu abordé. (On notera tout de même la série de Yvan Delporte et René Follet : les Zingari, publiée dans la revue Spirou de 1985 à 1987).

### Petits Belges(1955-1964)
En parallèle, il rejoint, en 1955 l'équipe de l'hebdomadaire catholique Petits Belges (Zonneland en flamand), journal qui se muera d'ailleurs en Tremplin en décembre 1960, où il travaille parfois sous le pseudonyme de F. Hal et dans lequel il restera jusqu'en 1964.
Il crée d'abord Le Secret du manoir en 1955 et Uranium et Cie, l'année suivante. Cette même année, il reprend Johnny l'orphelin abandonné par Renaat Demoen, une série créée avant-guerre par Jan Waterschoot et Roger Guissolles. Il réalise l'épisode Le Document 76, la série étant renommée Johnny et Annie. Craenhals crée une suite dans la continuité dans son style reconnaissable du 20 janvier 1957 au 29 décembre 1957. Même si le scénario ne brille pas par son originalité, la construction est soignée et l'histoire convient parfaitement à un magazine comme Zonneland, où les vertus chrétiennes telles que l'honnêteté et la persévérance sont toujours très valorisées. Le Vlaamsstripcentrum [« Centre flamand de la bande dessinée »] édite l'album en néerlandais en 2023.
Pour ce journal, il animera d'ailleurs sur un scénario d'Hélène Millet alias Rose Dardenne de janvier à août 1958 la biographie Sensation à Lourdes sur Bernadette Soubirous retraçant la vie de la célèbre sainte de Lourdes, l'album est publié la même année aux éditions Altoria / Averbode. Pour cette biographie imagée et selon Philippe Delisle : « Craenhals paraît se conformer à la version officielle. [...] Le dessinateur n'hésite pas à transcrire en images les visions de Bernadette vêtue d'une longue robe et voile blancs, un chapelet à la main et les pieds ornés de rose, qui flotte dans l'espace au milieu de rayons lumineux. »
Il enchaîne avec les vingt-six planches du Mystère de l’an zéro, un évangile de Luc qui paraît de décembre 1959 à mai 1960, réédité dans le fanzine Coccinelle, en 1985, puis en album broché aux éditions Harambee, en 1987. Il crée Cascade le ménestrel, une histoire moyenâgeuse humoristique en 1960 et ainsi que des gags en une planche : Roc et Rol qu’il signe du pseudonyme Clopp en 1960. En outre, il réalise encore de nombreuses illustrations soit pour des couvertures, posters didactiques ou encore des découpages à monter.
Il y réalise, surtout, dix-neuf bandes réalistes d’une dizaine de pages, sur des thèmes religieux de 1958 à 1964. Selon Gilles Ratier, il est tenté « par l’opportunité de rendre une dimension non mesurable à ses dessins qui se basent, d’habitude, plus sur le réel, le quotidien ou l’imaginaire réaliste. »
Elles sont scénarisées en majorité par le rédacteur en chef Daniël Omer De Kesel (alias Nonkel Fons) comme pour les douze planches de Martin, fils d’officier romain (parues d’août à octobre 1961 et rééditées dans le fanzine Coccinelle, en 1989). Il livrera le dernier récit L’Indomptable Héraut du seigneur en 1964.
À la faveur de la nouvelle dénomination de la publication qui prend le titre de Tremplin, François Craenhals aidé pour les décors par Endry, réalise entre janvier 1962 et avril 1965 trois aventures de Luc Tremplin. Ensuite, il ne collaborera plus qu’épisodiquement à cet hebdomadaire jusqu’en 1984.

### Primus et Musette(1957-1973)
Dès le 28 juin 1957, il réalise avec l’aide de Jean Labar une série loufoque Primus et Musette dans La Libre Belgique qui totalise plus de trois mille strips jusqu'en 1973,,. Cette série met en scène les jeunes Primus et Musette, rejoints au troisième épisode par Pardaf, initialement serviteur du Professeur Moëlle, mais personnage central de l'histoire Le Roi du Yo-Yo. Les récits sont de longueurs inégales, sans continuité et se déroulent à des époques différentes. En 1961, le quotidien confie à l'imprimerie Periodica, le soin d'imprimer quatre albums de 48 pages de couleur alternativement rouge et bleue sur une qualité de papier journal. Un replacement de la série voit le jour à partir de 1970 dans Samedi-Jeunesse qui fait à dix reprises la couverture jusqu'en 1973. Les épisodes ne sont pas présentés de manière chronologique. Danny De Laet, dans son ouvrage Dossier Craenhals publie le récit La Grève de la fin en 1991. Dix ans plus tard, l'éditeur Loup publie un album en noir et blanc au format à l'italienne intitulé : Ce que parler veut dire au tirage limité à 750 exemplaires.

### Les 4 As(1957-2004)
En 1960, alors qu'il commence à se lasser de Pom et Teddy, il publie dans Tintin Aventure à Sarajevo. Cette histoire reste sans suite, l'éditeur lui ayant manifesté son peu d'enthousiasme. La même année, il livre deux courts récits pour le magazine publicitaire Bonux Boy.
En 1957, Georges Chaulet publie son tout premier roman pour la jeunesse des 4 As intitulé Le Fantôme de Campaville dans la collection « Le Rameau vert », aux éditions Casterman. Il met en scène Dina, Lastic, Bouffi et Doct, une fille et trois garçons, et leur chien Oscar qui enquêtent sur un curieux revenant auxquels François Craenhals donne vie graphiquement. Il s'ensuivra les opus : Les 4 As font du cinéma (1958), Les 4 As et le Picasso (1959), puis dans la collection « Relais » : Les 4 As au collège (1961), Les 4 As et le serpent de mer(1961) , Les 4 As et le secret du donjon (1962).
1964 voit la naissance, à l’initiative du même éditeur, des aventures en bandes dessinées des 4 As, dont le dernier album sortira en 2004. L'auteur en explique la genèse dans le sixième numéro du fanzine Robidule de Bernard Hislaire, en octobre 1972 : « Ils sont nés à partir des livres que Georges Chaulet avait écrits pour les éditions Casterman et que j’avais illustrés. Sa façon d’écrire, le ton de ses livres, c’était de la bande dessinée. Il fallait très peu de transpositions. Tout le monde en a été convaincu... Nous ne nous sommes absolument pas préoccupés de trouver un support hebdomadaire pour ces personnages , l’éditeur estimant qu’une bonne série pouvait vivre d’une façon autonome. »
Selon Gilles Ratier dans son article patrimonial consacré à l'auteur sur BDzoom : « Cette aimable démarque du style d’Hergé (ce dernier fit d’ailleurs une incursion dans l’album Les 4 As et la vache sacrée, en 1964, pour y dessiner lui-même deux cases où apparaît son personnage Tintin) n’en est pas moins une collaboration colossale, longue de quarante albums publiés aux éditions Casterman. »
Seuls quelques épisodes sont repris en publication dans des revues comme Le Patriote illustré — l'hebdomadaire du journal catholique bruxellois La Libre Belgique — en Belgique (Le Visiteur de minuit, en 1965) ou Francs Jeux en France (entre 1966 et 1968).
Les Éditions Casterman éditent la série en une intégrale de huit volumes de 2000 à 2005. Une anthologie est programmée aux éditions Casterman pour une sortie en octobre 2024. Le premier volume reprend les volumes Les 4 As et le serpent de mer, Les 4 As et l'aéroglisseur, Les 4 As et la vache sacrée et Les 4 As et le visiteur de minuit. Le second volet sort en juin 2025.

### Chevalier Ardent(1966-2001)

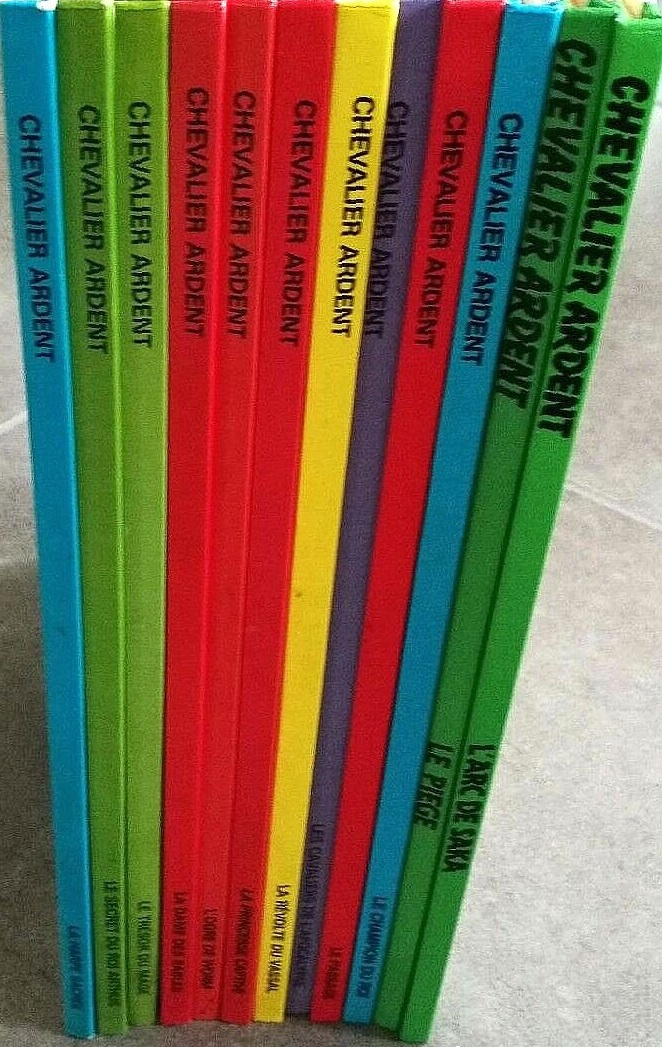
Quelques albums de Chevalier Ardent.

1966 est l'année de création de Chevalier Ardent, série qui paraît en albums chez Casterman à partir de 1970 et qui fut créée pour Tintin. Passionné par le Moyen Âge, cadre temporel de cette série, Craenhals décidera, à partir de cette époque, de consacrer l'essentiel de son temps à cette saga qu'il poursuivra pendant plus de trente ans, et que l'on peut donc considérer comme son œuvre la plus achevée. Craenhals écrit lui-même la quasi-totalité des vingt histoires. Pour les 18e et 19e épisodes, il fait appel au scénariste Gérard Dewamme. Chevalier Ardent devient la série phare de Craenhals, publiée en feuilleton dans Tintin jusqu'en 1986, avant d'apparaître directement sous forme d'albums. La série compte 20 opus chez son éditeur classique. Dans les années 1980, les albums sont remastérisés et présentent des visuels de couverture autres que ceux des éditions originales. La série est proposée en intégrale de 7 volumes de 2001 à 2007. C'est en 2013 dans la collection « Première ligne » qu'une nouvelle intégrale en 6 volumes est publiée avec dossiers écrits par Stephan Caluwaerts, le dernier volume étant consacré aux inédits. Les récits complets publiés dans Tintin Sélection sont collectés dans 4 albums publiés en noir et blanc aux éditions parisiennes Horus en 1979 dans un format classique et plus grand que celui de la prépublication. Les éditions Magic Strip proposent Sang de Bœuf sous forme d'album cartonné en couleur en 1981. Les éditions amstellodamoises Rijperman rééditent ces titres de 1988 à 1989.
En 2003, La Poste belge émet dans le cadre de la Philatélie de la jeunesse un timbre "Prior" d'une valeur de 0,49 € montrant Chevalier Ardent chevauchant au galop et parallèlement en association avec le Centre belge de la bande dessinée publie l'album Lettres de noblesse.
Le jeune fils impétueux d'Éleuthère de Walburge parvient à se faire admettre dans l'entourage du fabuleux roi Arthus grâce à son courage et à sa pugnacité et se fait connaître sous le nom de Chevalier Ardent. Ce personnage de fiction est vite accompagné du fidèle Bradroc. En grandissant, il reconstruit le château de ses ancêtres à Rougecogne dans les Ardennes, devient l'un des plus puissants seigneurs de la région. Pour son malheur, il tombe éperdument amoureux d'une jolie princesse blonde prénommée Gwendoline, qui lui rend son amour, mais qui n'est autre que la fille du roi Arthus. Ce dernier ne veut pas entendre parler de cette idylle et s'emploie à séparer les deux jeunes gens. Une lutte terrible s'engage alors entre Arthus et Ardent. Même si le roi reconnaît les grandes qualités de l'orgueilleux jouvenceau, il s'ingénie à l'envoyer en mission dans les contrées les plus lointaines : des sables du désert aux brumes d'Irlande en passant par les grands espaces asiatiques, Ardent promène son amour impossible et son espoir qu'Arthus, un jour, finira par lui pardonner ses audaces ou son inconscience. Il essaie avant tout de trouver sa place dans la vie, de devenir l'homme honorable et juste qu'il a toujours voulu être.
L'auteur reconnaît dans une interview donnée à Auracan que le nom de son personnage principal vient de la série Jean-Jacques Ardent, son inspiration vient de l'actualité qu'il essaie de transposer dans le Moyen Âge, que comme dans la vie, les personnages vieillissent, que son dessin devient plus lourd dès l'épisode Les Chevaliers de l'apocalypse, que le choix des couleurs est mis en parallèle de manière intentionnelle avec l'atmosphère du récit, qu'il a recours à un moyen d'expression psychédélique, apprécié des lecteurs, pour illustrer les moments de désarçonnement de ses personnages et qu'à la fin de la réalisation d'une histoire, il a besoin d'alterner avec un album des 4 As pour changer de registre.
Selon Henri Filippini, qui écrit dans son ouvrage Dictionnaire de la bande dessinée : « Cette très bonne série, riche et documentée, est dessinée avec vigueur par François Craenhals au sommet de son art. Au réalisme du récit, s'ajoute une volonté de faire rêver le lecteur et de le faire entrer dans un univers fabuleux. »

#### Évolution et déroulement de la série
Dans le premier épisode Le Prince Noir (1970) : Messire le chevalier Gaudin et son écuyer Bradroc trouvent refuge dans le château de Messire de Walburg. Le chevalier blessé demande l’asile. On le conduit dans une salle près du feu, afin qu'il y soit soigné. Caché dans l’ombre, fasciné, le jeune Ardent observe la scène de soin d’un vrai chevalier blessé au combat. Soudain, Bradroc l’aperçoit et le fait descendre de son trou, le prenant pour un espion. Mais il est plein de fierté et a le sang chaud. Et à la première mouche, il se vexe et provoque en duel Bradroc. Demandant réparation, il va le combattre. Une première humiliation qui ne lui fait pas comprendre qu’il est trop impétueux. Il va commencer à s’en rendre compte lorsque le Prince noir, qui poursuit le sire Gaudin pour une étrange affaire, va chercher à le tuer aussi.
Dans le second épisode Les Loups de Rougecogne (1970) : Ardent a gagné l’estime de messire Gaudin et de Bradroc et est devenu écuyer à la cour du roi. Mais il est rattaché à la personne de la princesse Gwendoline, ce qui est pour lui encore un affront. Mais devant la princesse, il fait bonne figure. Son désir de combattre est loin d’être assouvi. Sa formation va pourtant lui coûter car il fait preuve de désobéissance, ce qui va l’envoyer sur les terres de Rougecogne pour une mission presque impossible : ramener la justice et la paix en réunissant les différentes seigneuries. Chevalier Ardent transis s’abrite dans une crevasse afin de se faire un feu et se reposer de ses blessures. Sortant d’une terrible mésaventure, il se remémore le fil des événements qui l’on conduit à cette terrible situation.
Dans La Loi de la steppe (1971) : Ardent est devenu chevalier et a enfin gagné l’estime de ses hommes au cours de sa mission dans les Ardennes. Il administre son fief de Rougecogne à l’aide de son ami Bradroc où il entreprend de grands travaux afin de moderniser la forge et construire une nouvelle route. Alors qu’ils font le point des travaux, une cavalière surgit des bois et s’arrête brusquement à leur niveau. Elle semble vouloir dire quelque chose, mais elle repart aussitôt au galop, de peur d’être suivie. Il rencontre Moïsché, un jeune lombard qui veut retrouver la belle Andréa enlevée par des Tatars. Une cause noble et juste pour Ardent qui n’hésite pas une seconde à porter son secours et son aide. Cette aventure va l’emmener dans le pays de Hongres.
Dans l'épisode La Harpe sacrée, Chevalier Ardent et ses compagnons accompagnent Hödr le viking qui vient rendre visite à son frère en Irlande et accostent dans un petit port. L'épisode suivant Le Secret du roi Arthus intime l'ordre du roi Arthus de lever une armée au chevalier Ardent et ses compagnons le chevalier Gaudin et son écuyer Bradroc.
Le Trésor du mage voit Chevalier Ardent et ses compagnons faisant route vers le château de Rougecogne, apercevoir sur une voie romaine une étrange procession de moines entourant une litière richement parée. Allant à leur rencontre, ils tombent sur un maraudeur.
La Dame des sables : Le Prince Noir continue de chercher Ardent et son précieux coffre, celui-ci, caché dans des troncs d’arbres flottant, accoste avec ses compagnons près d’Alexandrette, échappant ainsi à la police de Constantinople.
Cet épisode vaut à son auteur le prix Saint-Michel du meilleur dessinateur réaliste.
Selon Charles-Louis Detournay, rédacteur en chef du site ActuaBD : Craenhals est parvenu au faîte de son art.
Graphiquement, il passe du pinceau au crayon pour un réalisme plus mature. Abandonnant les mises en page épurées de ses histoires Pom et Teddy, les planches de Chevalier Ardent deviennent plus atmosphériques et dynamiques, rappelant des auteurs comme Eddy Paape et Mitacq. Ses mises en page s'adaptent constamment pour soutenir le récit, et les éléments fantastiques ou les rêves fébriles induits par la magie noire montrent des influences du psychédélisme et du mouvement art optique.
Selon Geert De Weyer, les séries Les 4 As et Chevalier Ardent se sont assez bien vendues, et cette dernière a également été un succès critique.

### Fantômette(1982-1983)
En 1982 et 1983, tout en continuant Chevalier Ardent et Les 4 As, Craenhals adapte en bande dessinée les aventures de Fantômette, héroïne romanesque créée par Georges Chaulet qui lui écrivit les scénarios et dont les romans parurent d'abord dans la Bibliothèque rose. Quatre albums de cette série seront publiés aux éditions Hachette, le dernier tome sortira en 1985 bien que dessiné par Endry.

### Illustrateur
Depuis le début des années 1950, Craenhals illustre des romans de littérature jeunesse dans diverses collections des éditions Casterman telles « Chèvrefeuille », « Le Rameau vert », « Grand Large », « Mistral » ou « Relais ». De même, il est présent dans la collection « Marabout Junior » des Éditions Marabout. C'est aussi durant cette période qu'il participa notamment aux séries pour la jeunesse, Nouveaux Vents et Hopi et Cati dans la collection « Farandole » des éditions Casterman.
Pour le vulgarisateur Jean-Claude Pasquiez, en collaboration avec Endry, il illustre quatre ouvrages dans la collection « L'Aventure de la science » des éditions Casterman dans les années 1970.

### Autres contributions graphiques
En 1980, il participe à l'artbook Pepperland 1970 1980 à l'occasion du 10e anniversaire de librairie Pepperland de Tania Vandezande comptant parmi les premières librairies spécialisées en bande dessinée à Bruxelles. Avec une Gwendoline tirée en sérigraphie, il est présent dans le portfolio Vrouwen in de strip [« Les Femmes dans la bande dessinée »] édité par Wonderland en 1985. Il contribue à Pétition - À la recherche d'Oesterheld et de tant d'autres !, manifeste en faveur du scénariste argentin Hector Oesterheld ainsi qu'à L'Aventure du journal Tintin - 40 ans de bande dessinée qui contient des planches de Pom et Teddy, Chevalier Ardent à l'occasion du 40e anniversaire du célèbre hebdomadaire en 1986. Il rend hommage à François Walthéry dans Natacha - Spécial 20e anniversaire - Nostalgia à l'occasion du 20e anniversaire de l'hôtesse de l'air Natacha. Enfin, il participe à Téléthon - La B.D. du défi, un album vendu au profit d'une action caritative en 1990.
En 1997, il colorise la quatrième édition de l'album érotique Epoxy sur des dessins de Paul Cuvelier et un scénario de Jean Van Hamme, l'album sortit aux éditions Claude Lefrancq.
Son œuvre est traduite dans une soixantaine de langues.
François Craenhals meurt des suites d'une opération chirurgicale, à l'âge de 77 ans, le 4 août 2004 à Montpellier,. Inhumé à Rivières, dans le Gard, une épée de chevalerie est plantée sur sa tombe. Un hommage lui est rendu en la basilique de Koekelberg.

### Vie privée
François Craenhals était l'époux de Maggy De Prijck. Cette union donna naissance à Ghislaine, et Pierre. Puis il épousa en secondes noces Martine Boutin, coloriste. À partir d'août 2001, ils vécurent à Rivières où ils gérèrent des chambres d’hôtes et créèrent un atelier d’expression artistique, tout en enseignant la bande dessinée dans des écoles et participant à des publications régionales. Son fils Pierre Craenhals est actif comme peintre dans le mouvement de l'art naïf.
Ayant longtemps résidé à Enghien, il a pris part à la vie locale, où il est décrit comme un homme discret et modeste, et pour lequel il reçoit le prix Hervé Liévin décerné par le Rotary Club d'Enghien le 29 juin 2001,. Il a aussi créé le Titje d'Enghien qui représente le symbole de l’identité enghiennoise à la demande de la confrérie de la Double dont la statue le représentant assis sur un tonneau, chope à la main est installée devant de l'office du tourisme et fut inaugurée en 2000,,.

## Œuvres

### Samedi-Jeunesse
Les aventures n'y ont pas été éditées par ordre chronologique.
- 1970-05 no 151 Le Talisman du druide
- 1970-07 no 153 Les Plombiers-zingueurs (7p) + Ciel bleu et Mer rouge (39p)
- 1970-08 no 154 S.O.S. 17
- 1970-10 no 156 L'Auceloptère
- 1970-11 no 157 Le Lion des mers
- 1970-12 no 158 Abominas
- 1971-02 no 160 L'Éléphant rose
- 1971-08 no 166 Les Pilules temporelles
- 1971-09 no 167 Le Safari de Chickelbox (25p) + Première (16p)
- 1971-11 no 169 Mousquetaire du Roi
- 1972-02 no 172 De l'Or à la pelle (23p)
- 1972-04 no 174 Les Rois fainéants
- 1972-05 no 175 La Ruée vers l'or
- 1972-06 no 176 La Corne magique
- 1972-10 no 180 Roméo et Juliette (24p)
- 1973-05 no 187 Duc! (25p)

- Ce que parler veut dire, Loup, Andoy, mars 2001
Scénario et dessin : François Craenhals - Couleurs : noir et blanc -  (ISBN 2-930283-20-3),également paru dans Samedi-Jeunesse. Format à l'italienne.

#### En tant que dessinateur
- Évangile de Marc

##### Aux éditions Harambee:La bande dessinée religieuse
- 2. Le Mystère de l'an zéro, Harambee, Soignies, 1989
Scénario : Rose Dardenne - Dessin : François Craenhals - Couleurs : noir et blanc,28 p., (OCLC 1400533511).
- La Lumière dans la nuit, Harambee, Soignies, 1995
Scénario : Rose Dardenne - Dessin : François Craenhals,17 p., (OCLC 1400364421).
- Le Mystère de l'an 30, Harambee, Soignies, 1995
Scénario : Rose Dardenne - Dessin : François Craenhals,12 p., (OCLC 1400404863).
- 7. Un drame dans six cœurs[66], Harambee, Soignies, mai 1995
Scénario : Rose Dardenne - Dessin : François Craenhals - Couleurs : noir et blanc,16 p., (OCLC 1400336399).

### Collectifs
- Pepperland 1970 1980, Pepperland, Bruxelles, 1980
Scénario et dessin : collectif dont François Craenhals - Couleurs : noir et blanc,Artbook. BD hommage à Tania Vandesande de la librairie Pepperland, titrée en page 1 : 80 chats pour Tania, 10 ans pour Pepperland. Elle présente un historique de la librairie, des photos, des strips et des dessins de chats.
- Pétition - À la recherche d'Oesterheld et de tant d'autres ![67], Amnesty International, Bruxelles, novembre 1986
Scénario : collectif - Dessin : collectif dont François Craenhals - Couleurs : noir et blanc
- L'Aventure du journal Tintin - 40 ans de bande dessinée[68], Le Lombard, Bruxelles, novembre 1986
Scénario et couleurs : collectif - Dessin : collectif dont François Craenhals -  (ISBN 2-8036-0574-0)Participation : Pom et Teddy, Chevalier Ardent.
- Natacha - Spécial 20e anniversaire - Nostalgia, Marsu Productions, Monaco, février 1990
Scénario : collectif - Dessin : collectif dont François Craenhals - Couleurs : quadrichromie -  (ISBN 2-907159-04-6)Participation : Hommage à François Walthéry (1 planche).
- Téléthon[69], Le Lombard, Bruxelles, juin 1990
Scénario et couleurs : collectif - Dessin : collectif dont François Craenhals -  (ISBN 2-8036-0894-4).

### Illustrations
- L'Espion. Un épisode de la guerre d'indépendance des États-Unis, James Fenimore Cooper (texte), Casterman, Tournai, 1952 (OCLC 1400475483)
- Une fille pas comme les autres, Jacqueline Royer et Simone La Selve (texte), roman, Casterman, Tournai, 1953 (OCLC 1400637769),Réédition : Elor, coll. « Les jeux de l'aventure », no 32, Saint-Vincent-sur-Oust, 1995  (ISBN 9782907524612).
- À l'abordage. Voyages, aventures et combats, Louis Garneray (texte), Marabout, coll. « Marabout Junior » no 5, Verviers, 1953 (OCLC 1400888219)
- La Lumière bleue et autres contes de Grimm, Frères Grimm (texte), Casterman, Paris, 1954 (OCLC 1194525907)
- La Marmite du diable, Charlemagne Deulin (texte), Casterman, coll. « Chèvrefeuille », Tournai, 1954 (OCLC 493950498)
- La Fille du capitaine, Alexandre Pouchkine (texte), Casterman, coll. « Chèvrefeuille », Tournai, 1954,Réédition coll. « Mistral », 1968 (OCLC 1400492908).
- Cap à l'Ouest ! Les héros de la mer au temps de l'Invincible Armada, Charles Kingsley (texte), Casterman, coll. « Le Rameau vert », Tournai, 1954 (OCLC 1400617910)
- Bug-Jargal, Victor Hugo (texte), Casterman, coll. « Le Rameau vert », Tournai, 1955 (OCLC 1400624130)
- Histoire de Camaralzaman (un conte des mille et une nuits)[70], Casterman, s.d. (1956 ?)
- Retour à l'île au trésor[71], John Connell (texte), Casterman, coll. « Le Rameau vert », s.d. (1956 ?),Noté 3e édition.
- Les Robinsons du "Pacific", Frederick Marryat (texte), Casterman, coll. « Grand Large », no 1, Tournai, 1957 (OCLC 1194448480)
- Eugénie Grandet, Honoré de Balzac (texte), Casterman, coll. « Le Rameau vert », Tournai, 1957 (OCLC 1400621110)
- Le Dernier des Mohicans, James Fenimore Cooper (texte), Casterman, coll. « Le Rameau vert », no 1, Paris, 1958 (OCLC 493818405)
- Le Fantôme de Campaville, Georges Chaulet (texte), Casterman, coll. « Le Rameau vert », Tournai, 1957 (OCLC 459230533)
- Les 4 As font du cinéma, Georges Chaulet (texte), Casterman, coll. « Le Rameau vert », Tournai, 1958 (OCLC 1400835803),Réédition de 1962 dans la coll. « Relais ».
- La Reine des glaciers, Hans Christian Andersen (texte), Casterman, coll. « Mistral », Tournai, 1958 (OCLC 1400608003)
- Les 4 As et le Picasso, Georges Chaulet (texte), Casterman, coll. « Le Rameau vert », Tournai, 1959 (OCLC 1400834223)
- Ivanhoé, Walter Scott (texte), Casterman, coll. « Le Rameau vert », Paris, 1960 (OCLC 1400318047),Réédition de 1968, coll. « Mistral » (OCLC 1400497078).
- Les 4 As au collège, Georges Chaulet (texte), Casterman, coll. « Relais », Paris, 1961 (OCLC 459719972)
- Les 4 As et le serpent de mer, Georges Chaulet (texte), Casterman, coll. « Relais », Paris, 1961 (OCLC 1400347565)
- Les 4 As et le secret du donjon, Georges Chaulet (texte), Casterman, coll. « Relais », Paris, 1962 (OCLC 1400333769)
- Mlle Étincelle et l'alchimiste, Georges Chaulet (texte), Casterman, coll. « Relais », Paris, 1962 (OCLC 459719922)
- Mlle Étincelle et l'usurpateur, Georges Chaulet (texte), Casterman, coll. « Relais », Paris, 1962 (OCLC 937609311)
- Mlle Étincelle et le transistor, Georges Chaulet (texte), Casterman, coll. « Relais », Paris, 1965 (OCLC 1400557702)
- Fantastique Atome, Jean-Claude Pasquiez (texte), avec Endry (illustration), Casterman, coll. « L'Aventure de la science », Tournai, 1974 (OCLC 252024682)
- Prodigieux cosmos, Jean-Claude Pasquiez avec André Koecklenbergh (texte), avec Endry (illustration), Casterman, coll. « L'Aventure de la science », Tournai, 1974  (ISBN 2203146028) (OCLC 462660806)
- Au cœur du vivant, Jean-Claude Pasquiez (texte), avec Endry (illustration), Casterman, coll. « L'Aventure de la science », Tournai, 1977  (ISBN 2203146036) (OCLC 319877461)
- Pierre Stéphany et François Craenhals (ill.), Noël du monde entier : récits ..., Paris, Le Sénevé, 1978, 47 p., ill. ; 30 cm (ISBN 9782249900372, OCLC 461698455)Cet album où sont décrites sommairement les fêtes de Noël de 41 pays permet de constituer une crèche de plus de 80 personnages d'enfants de toutes couleurs et de toutes races. Le découpage de ces figurines entraîne la destruction du volume.
- Jean-Claude Pasquiez et Jean Demal (ill. François Craenhals), Fabuleuse évolution, Tournai, Casterman, coll. « L'Aventure de la science », 1979, 60 p., ill. (ISBN 2203146028, OCLC 1280705249)
- (fr + nl) Charles De Coster et François Craenhals (ill.), La Légende de Thyl Uilenspiegel, Bruges, Bonte, 1985, n. p., ill. ; 35 cm (OCLC 1401789918)
- Zamenhof ou la langue internationale, Ghislaine Tilleux (texte), avec Bruno Di Sano, Association pour l'Espéranto, Charleroi-Marcinelle, 1994 (OCLC 980901358).

### Romans
- Le Diable dans la vallée, in Tintin Sélection no 21, Bruxelles, Éditions du Lombard, 1973, 60 p..

### Divers
À l'instigation de l'inspecteur de police et scénariste de bande dessinée Francis Dorao, il a aussi créé dans les années 1980, une série réaliste de cibles de tir pour l'entraînement de la police aux côtés des dessinateurs Hermann, Malik, Arthur Piroton, Yves Swolfs ou William Vance et de la société PLJ Targets. En 2023, lors du festival de la bande dessinée de Knokke-Heist, elles seront publiées en un tirage trilingue français, néerlandais et anglais.

### Expositions

#### Expositions individuelles
- Hommage à François Craenhals, à l'occasion du 55e anniversaire du jumelage entre les villes d’Enghien et Enghien-les-Bains, la médiathèque George Sand accueille une exposition d'illustrations en hommage à François Craenhals en octobre 2012[78].

#### Expositions collectives
- L’univers de la Bande dessinée organisée à l'occasion des 25 ans du journal Tintin, Passage 44, Bruxelles, octobre 1971[79],[80].
- Comics park, préhistoire de bande dessinée, présentée au Musée de la bande dessinée d'Angoulême, du 22 mai au 19 septembre 1999 et au Muséum d'histoire naturelle, Galerie de paléontalogie, du 15 octobre 1999 au 15 mai 2000.
- Des bulles et des images, centre culturel d'Enghien, avec un hommage rendu à François Craenhals, du 30 octobre au 19 décembre 2009[81].
- L’Âge d’or de la bande dessinée belge, la collection du Musée des Beaux-Arts de Liège, Centre Wallonie-Bruxelles, Paris, juin-octobre 2015.

### Collections publiques
14 œuvres de cet artiste sont conservées au Centre belge de la bande dessinée et font partie du patrimoine mobilier de la région Bruxelles-Capitale.
Il est aussi présent dans la collection, dont les planches ont été classées « Trésor » de la Fédération Wallonie-Bruxelles, du Musée des Beaux-Arts de Liège et depuis 2016 détenues par La Boverie,.

## Réception

### Distinctions
- 1991 :  Chevalier de l'ordre de Léopold en décembre comme auteur ayant plus de vingt ans de carrière[85].

### Prix et récompenses
- 1973 :  prix Saint-Michel du meilleur dessinateur réaliste pour La Dame des sables (Chevalier Ardent)[41] ;
- 1976 :  prix Saint-Michel du meilleur dessin épique pour Chevalier Ardent[41] ;
- 1985 :  prix Géant de la BD décerné par la Chambre belge des experts en bande dessinée[86],[6] pour l'ensemble de l'œuvre ;
- 1990 :  prix d'honneur au Festival de bande dessinée de Middelkerke à Middelkerke pour Chevalier Ardent[87],[6] ;
- 1995 :  prix Honoris causa pour l'ensemble de son œuvre[41].

### Influences
Le photographe français Bernard Plossu reconnaît en François Craenhals un de ses maîtres visuels.